# پیتا-کلر هپرلین
پیتا-کلر هپرلین (انگلیسی: Peita-Claire Hepperlin؛ زادهٔ ۲۴ دسامبر ۱۹۸۱) بازیکن فوتبال اهل استرالیا است.
وی همچنین در تیم ملی فوتبال زنان استرالیا بازی کرده‌است.